# Zheng Dongmei
Zheng Dongmei (chiń. upr. 鄭冬梅; chiń. trad. 鄭冬梅; pinyin Zhèng Dōngméi; ur. 23 grudnia 1967 w Hebei) – chińska koszykarka, występująca na pozycjach rozgrywającej lub rzucającej, reprezentantka kraju, multimedalistka międzynarodowych imprez koszykarskich.

## Osiągnięcia
Na podstawie, o ile nie zaznaczono inaczej.

### Reprezentacja
Seniorska
- Wicemistrzyni:
  - olimpijska (1992)[3][4][5]
  - mistrzostw świata (1994)[6]
  - igrzysk azjatyckich (1998)[7]
- Brązowa medalistka igrzysk azjatyckich (1994)[8]
- Uczestniczka:
  - igrzysk olimpijskich (1992, 1996 – 9. miejsce)[9][10][11]
  - mistrzostw świata (1994, 1998 – 12. miejsce)[12]

Młodzieżowe
- Mistrzyni uniwersjady (1993)